# Partit Socialista Gallec-Esquerda Galega
El Partido Socialista Galego-Esquerda Galega (PSG-EG) fou un partit nacionalista gallec d'esquerres, actiu entre 1984 i 1996.

## Història
Es fundà en 1984 amb la unió d'Esquerda Galega i el Partit Socialista Gallec, dirigit per Camilo Nogueira. El 1993 formà amb sectors galleguistes centristes una nova Unidade Galega. A les eleccions generales i autonómiques de 1993 hi participà en coalició amb la federació gallega d'Izquierda Unida, formant la coalició Unidade Galega-Esquerda Unida (UG-EU). Després del fracàs electoral a les eleccions, una part del partit confluí amb EG formant Unidade Galega-Esquerda Unida i l'altra s'integrà en el Bloque Nacionalista Galego com a Unidade Galega. El 1993 tenia 1.130 militants en 67 agrupacions locals, essent la de Vigo la més nombrosa, amb 160 militants.

## Eleccions alParlament de Galícia
| Any  | Vots   | Percentatge | Diputats |
| 1985 | 71.599 | 5,71%       | 3        |
| 1989 | 50.047 | 3,79%       | 2        |
| 1993 | 44.902 | 3,09%       | 0        |

## Eleccions generals
| Any  | Vots   | Percentatge | Diputats |
| 1986 | 45.574 | 3,57%       | 0        |
| 1989 | 34.131 | 2,59%       | 0        |
| 1993 | 74.605 | 4,75%       | 0        |

## Eleccions locals
| Any  | Vots   | Percentatge | Regidors |
| 1986 | 57.062 | 4,25%       | 60       |
| 1991 | 39.116 | 2,82%       | 46       |